# 1969년 선거법 개정
1969년 국민대표법(Representation of the People Act 1969) 또는 1969년 선거법 개정(Reform Act 1969)은 영국의 선거 제도를 개혁한 영국의 의회법이다. 기존에 21세였던 선거연령을 18세로 낮춘 것을 골자로 하는 법이다.
당시 주요 민주주의 국가 중에서 선거연령이 18세까지 낮아진 건 영국이 처음이었다. 이 개정 선거법이 시행된 후 가장 처음 치러진 선거는 1970년 보궐선거였는데 개정법에 따라 투표 용지에 후보자의 이름뿐 아니라 정당의 이름도 함께 표시하도록 했다.
이 선거법 개정은 1960년대 서유럽의 민주주의 국가들 사이에서 젊은이들의 정치적·문화적 요구가 증가하던 시기에 이루어진 것이다. 영국의 기득권층은 청년층의 급진적인 도발에 대해 선거연령 인하로 답했고 이는 1970년대 초에 정점을 찍은 사회적·정치적 긴장을 억제하는 데 주요한 역할을 했다.
이후 2006년 선거법 개정을 통해 피선거권도 21세에서 18세로 하향됐다.

## 같이 보기
- 영국의 선거법 개정